# Crotalus tlaloci
Espèce
Crotalus tlaloci est une espèce de serpents de la famille des Viperidae. 

## Répartition
Cette espèce est endémique du Mexique. Elle se rencontre au Michoacán, dans l'État de México, au Morelos et au Guerrero.
Sa présence au Puebla est incertaine.

## Description
C'est un serpent venimeux et vivipare.

## Publication originale
- Bryson, Linkem, Dorcas, Lathrop, Jones, Alvarado-Díaz, Grünwald & Murphy, 2014 : Multilocus species delimitation in the Crotalus triseriatus species group (Serpentes: Viperidae: Crotalinae), with the description of two new species. Zootaxa, no 3826 (3), p. 475–496.